# Jean-Berchmans Gagnon
Jean-Berchmans Gagnon, né le 3 mars 1912 à Sainte-Marie et mort le 9 février 1979 à Québec, est un architecte québécois. Il a principalement œuvré dans la région de Thetford Mines sur des projets institutionnels, soit des églises, des écoles et des édifices publics.

## Biographie

### Formation
Il étudie au collège commercial de sa ville natale, puis au petit séminaire de Québec et finalement à l'école des beaux-arts de Québec. Il obtient son titre d'architecte en 1934.

### Carrière
Gagnon tient son bureau d'architecte à Sainte-Marie durant ses deux premières années professionnelles avant de déménager dans la ville de Thetford Mines en 1936.
Il a principalement œuvré dans la région de Thetford Mines sur des projets scolaires et religieux. Il signe notamment les écoles Saint-Georges (1938), Sainte-Thérèse (1954), Saint-Gabriel (1956), Saint-Noël (1956), d'Youville (1958), Saint-Patrick (1958), Monseigneur-De Laval (1960) et Saint-Louis (1961) dans la ville de Thetford Mines.
Il dresse les plans de plusieurs constructions commerciales, sportives et institutionnelles principalement dans les régions de la Chaudière-Appalaches et de l'Estrie.
Jean-Berchmans Gagnon est également président du comité d'urbanisme de la chambre de commerce de Thetford Mines dans les années 1950, président du club de ski de Thetford Mines, administrateur au club de baseball Les Mineurs et vice-président du club Rotary local.
Il déménage son bureau d'architecte à Québec en 1971.

## Honneurs
La ville de Thetford Mines remets annuellement le prix Jean-Berchmans Gagnon en reconnaissance architecturale dans les rénovations non-résidentielles. On retrouve également une rue Gagnon nommée en l'honneur de l'architecte à Thetford Mines.

## Œuvres
- Agrandissement du château Beauce de Sainte-Marie, 1937[5]

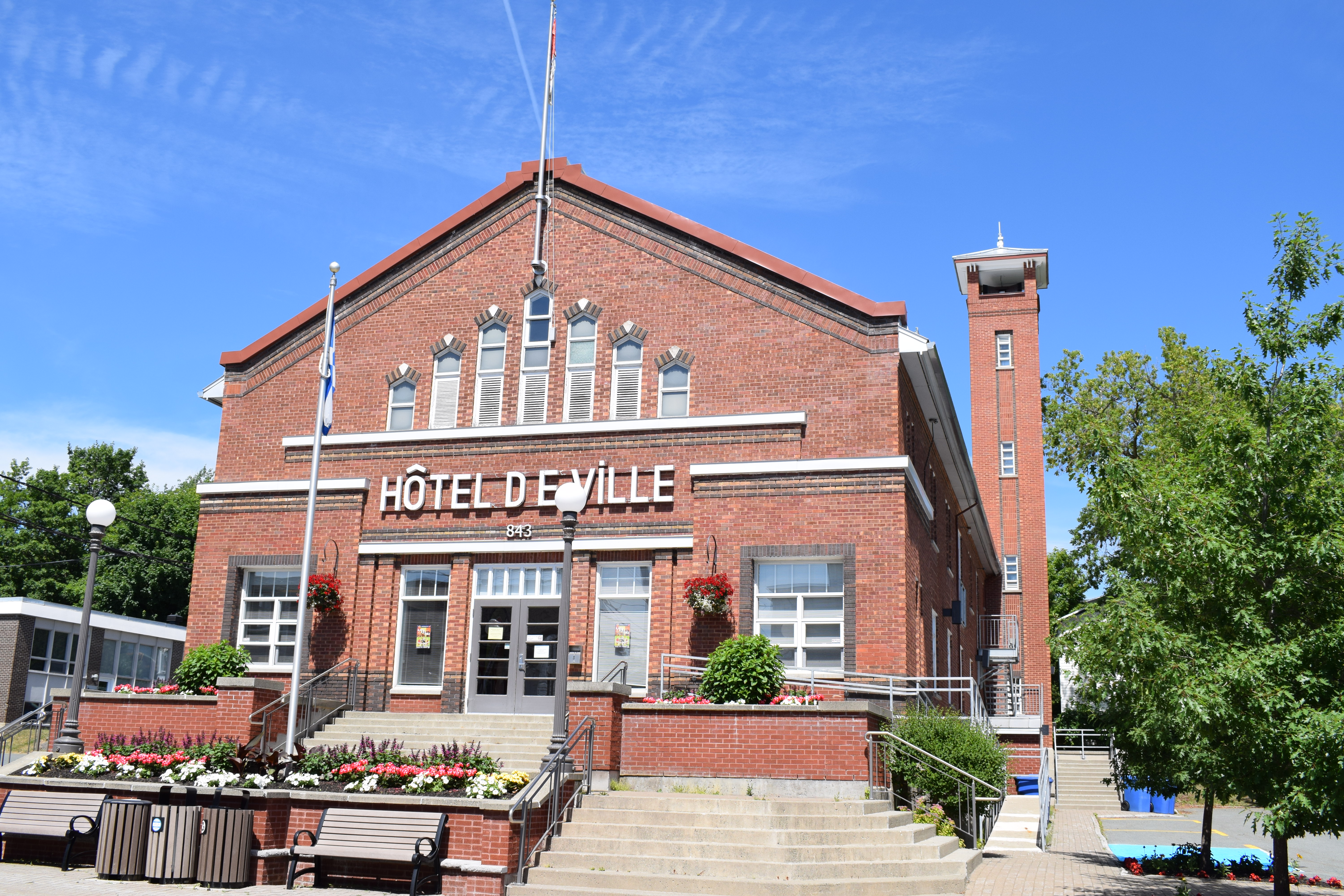
Hôtel de ville de Saint-Joseph-de-Beauce.

- Hôtel de ville de Saint-Joseph-de-Beauce.Hôtel de ville de Saint-Joseph-de-Beauce, 1937-1938[6]
- Bureau de poste de Thetford Mines, 1938[2]
- Église Sainte-Sophie de Sainte-Sophie-d'Halifax, 1939[7]
- Salle paroissiale de Saint-Georges, 1939[8]

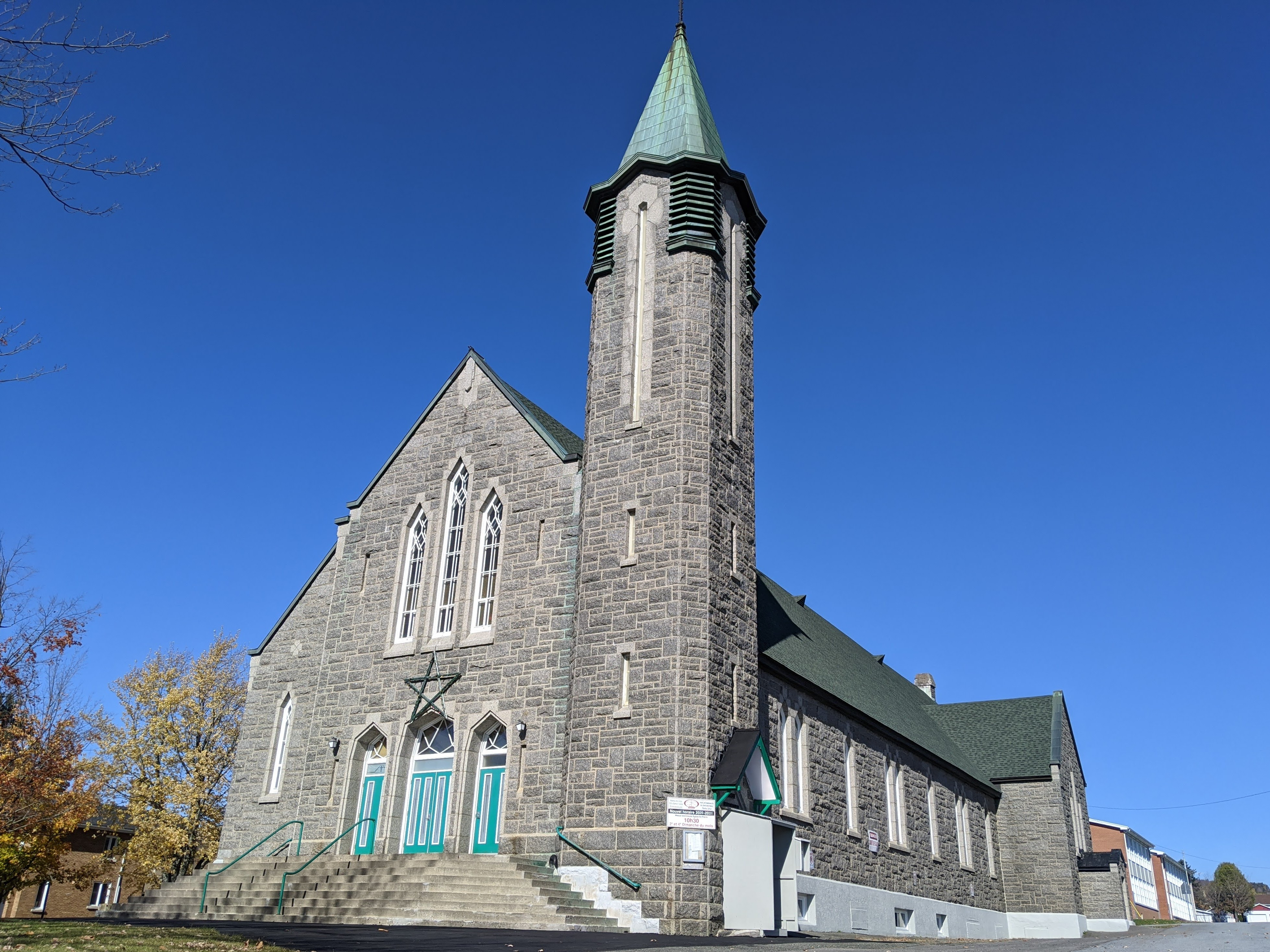
Église Saint-Pierre de Saint-PIerre-de-Broughton.

- Église Saint-Pierre de Saint-PIerre-de-Broughton.Église Saint-Pierre de Saint-Pierre-de-Broughton, 1941-1942[9]
- Église Saint-Noël-Chabanel de Thetford Mines, 1945[10]
- Église Saint-Gabriel de Stratford, 1946[8] (incendié en 1997[11])
- Église Sainte-Famille de Richmond, 1946[8]
- Petit Séminaire de Saint-Georges de Beauce, 1946[8]
- Hôpital Saint-Joseph de Beauceville, 1947[8]
- Hôpital Saint-Julien de Saint-Ferdinand, 1948-1949[8]
- Église Sainte-Catherine-Labouré de Kinnear's Mills, 1951[12]
- Couvent Notre-Dame de Thetford Mines, 1952[2]

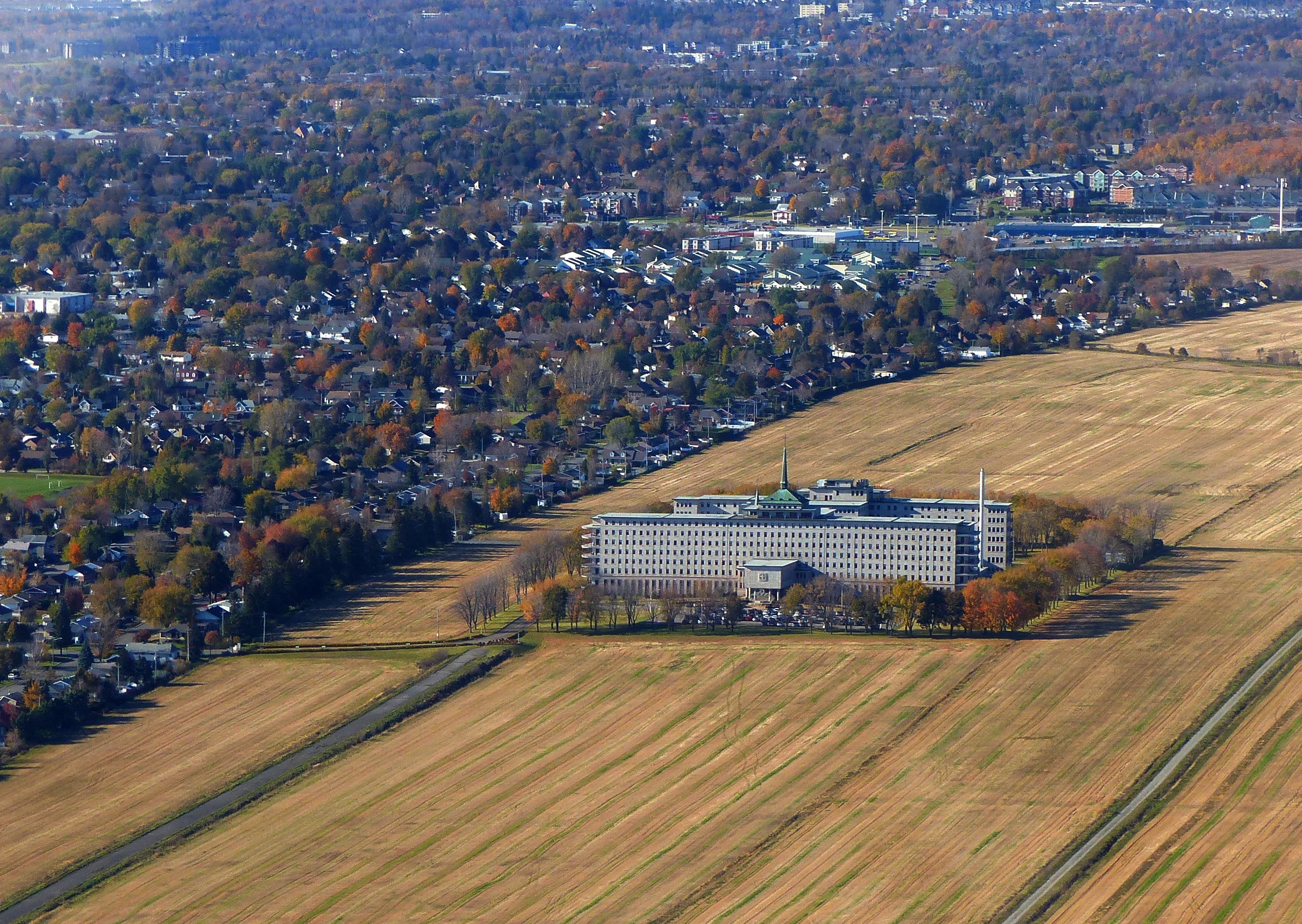
Maison généralice des Sœurs de la charité de Québec.

- Maison généralice des Sœurs de la charité de Québec.Maison généralice des Sœurs de la Charité de Québec, 1952[13]
- Sanctuaire Notre-Dame-d'Etchemin de Lac-Etchemin, 1952[14]
- Résidence Noel-Carter de Québec, 1953[15]
- Agrandissement du château Beauce de Sainte-Marie, 1955[16]
- Église Saint John The Divine de Thetford Mines, 1955[17]
- Collège classique de Thetford Mines, 1957[2]
- Église La Présentation-de-Notre-Dame de Thetford Mines, 1957-1959[18]
- Hôtel de ville de Disraeli, 1961[2]
- Église Saint-Athanase d'Inverness, 1962[19]
- Poste de police et caserne incendie de Thetford Mines, 1965[2]